# Mathilde Gros
Mathilde Gros (Cornillon-Confoux, 27 de abril de 1999) é uma desportista francesa que compete no ciclismo na modalidade de pista.
Ganhou uma medalha de bronze no Campeonato Mundial de Ciclismo em Pista de 2019 e quatro medalhas no Campeonato Europeu de Ciclismo em Pista entre os anos 2017 e 2019. Nos Jogos Europeus de 2019 obteve uma medalha de prata na prova de velocidade individual.

## Medalheiro internacional
| Campeonato Mundial | Campeonato Mundial         | Campeonato Mundial | Campeonato Mundial    |
| Ano                | Lugar                      | Medalha            | Competição            |
| ------------------ | -------------------------- | ------------------ | --------------------- |
| 2019               | Pruszków ( Polónia)        | Medalha de bronze  | Velocidade individual |
| Jogos Europeus     |                            |                    |                       |
| Ano                | Lugar                      | Medalha            | Competição            |
| 2019               | Minsk ( Bielorrússia)      | Medalha de prata   | Velocidade individual |
| Campeonato Europeu |                            |                    |                       |
| Ano                | Lugar                      | Medalha            | Competição            |
| 2017               | Berlim ( Alemanha)         | Medalha de prata   | Velocidade individual |
| 2018               | Glasgow ( Reino Unido)     | Medalha de ouro    | Keirin                |
| 2018               | Glasgow ( Reino Unido)     | Medalha de bronze  | Velocidade individual |
| 2019               | Apeldoorn ( Países Baixos) | Medalha de ouro    | Keirin                |